# Valhalla
Pour les articles homonymes, voir Valhalla (homonymie) et Walhalla (homonymie).

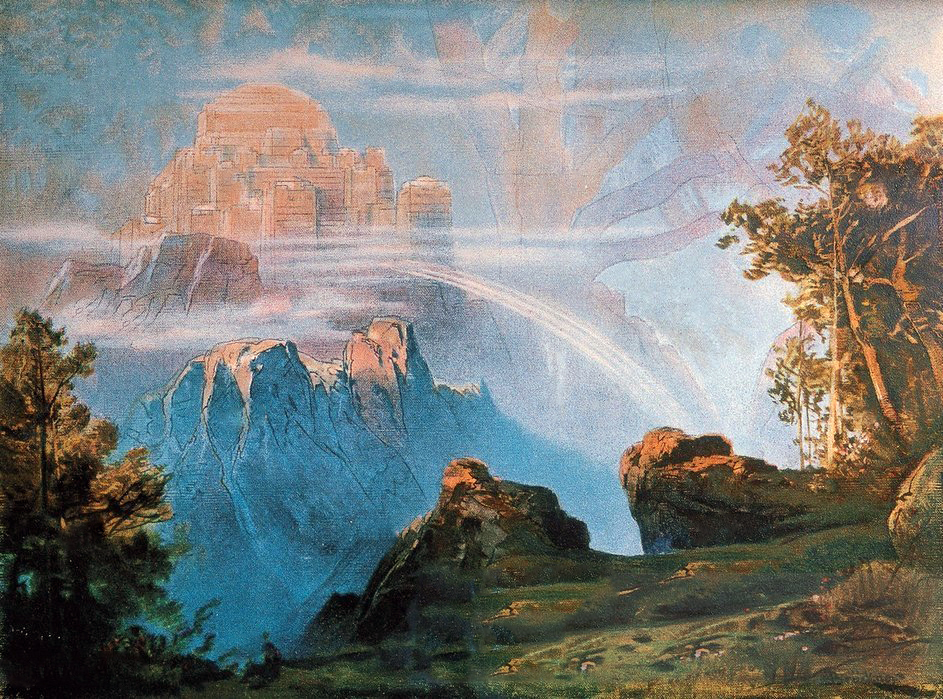
Valhalla par Max Brückner en 1896.

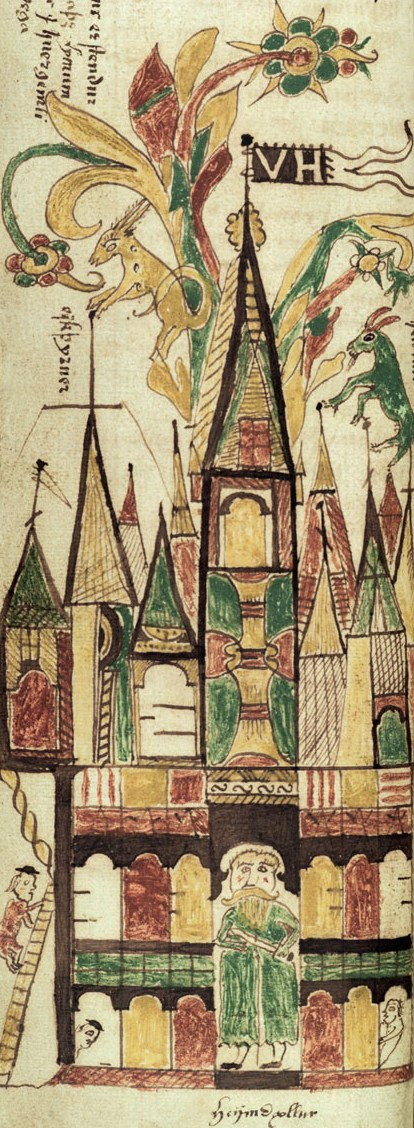
Le dieu Heimdall gardant la Valhöll. Manuscrit islandais du XVIIe siècle (source : institut Árni Magnússon en Islande).

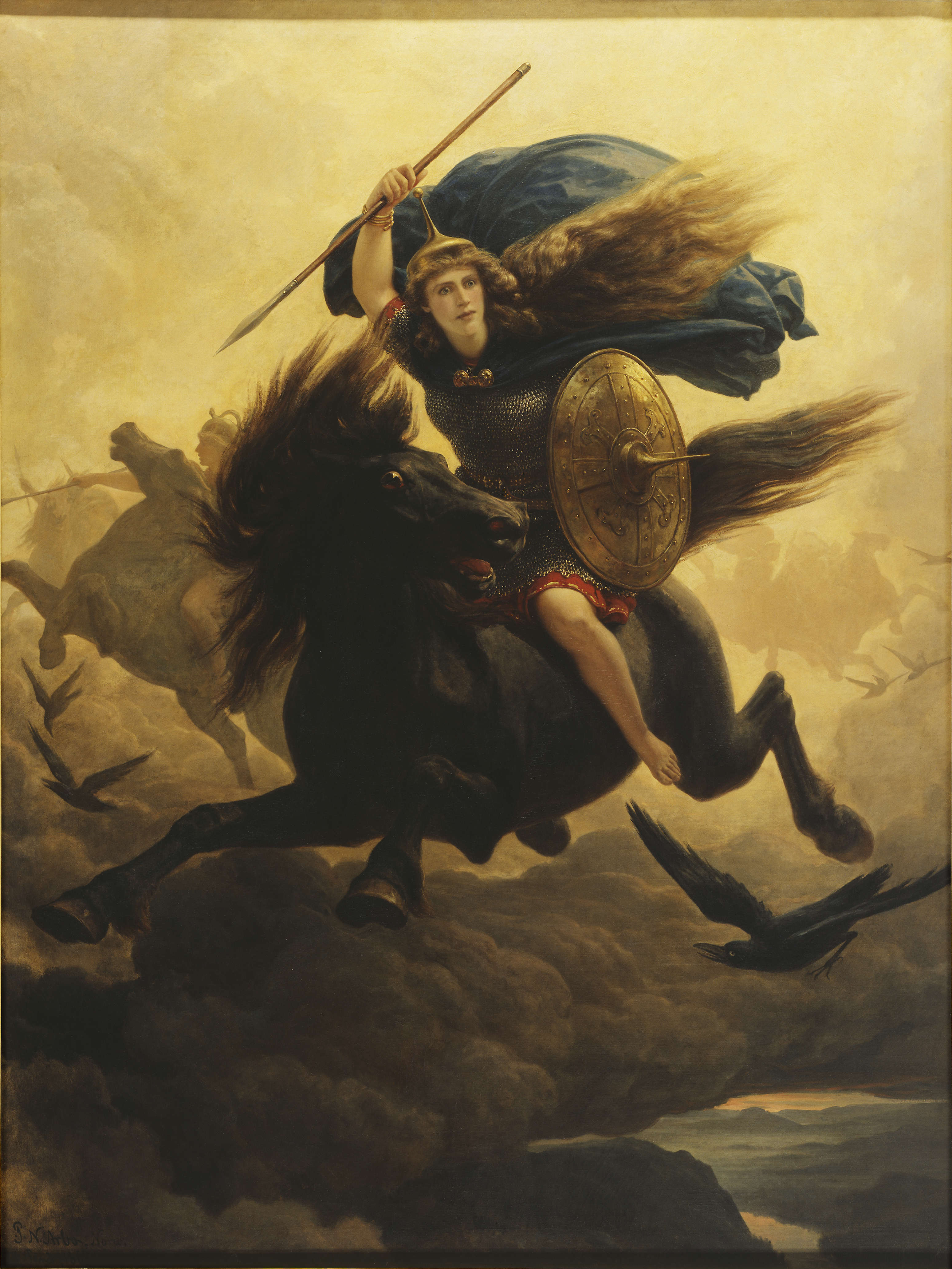
Une Valkyrie selon Peter Nicolai Arbo. Tableau de 1865.

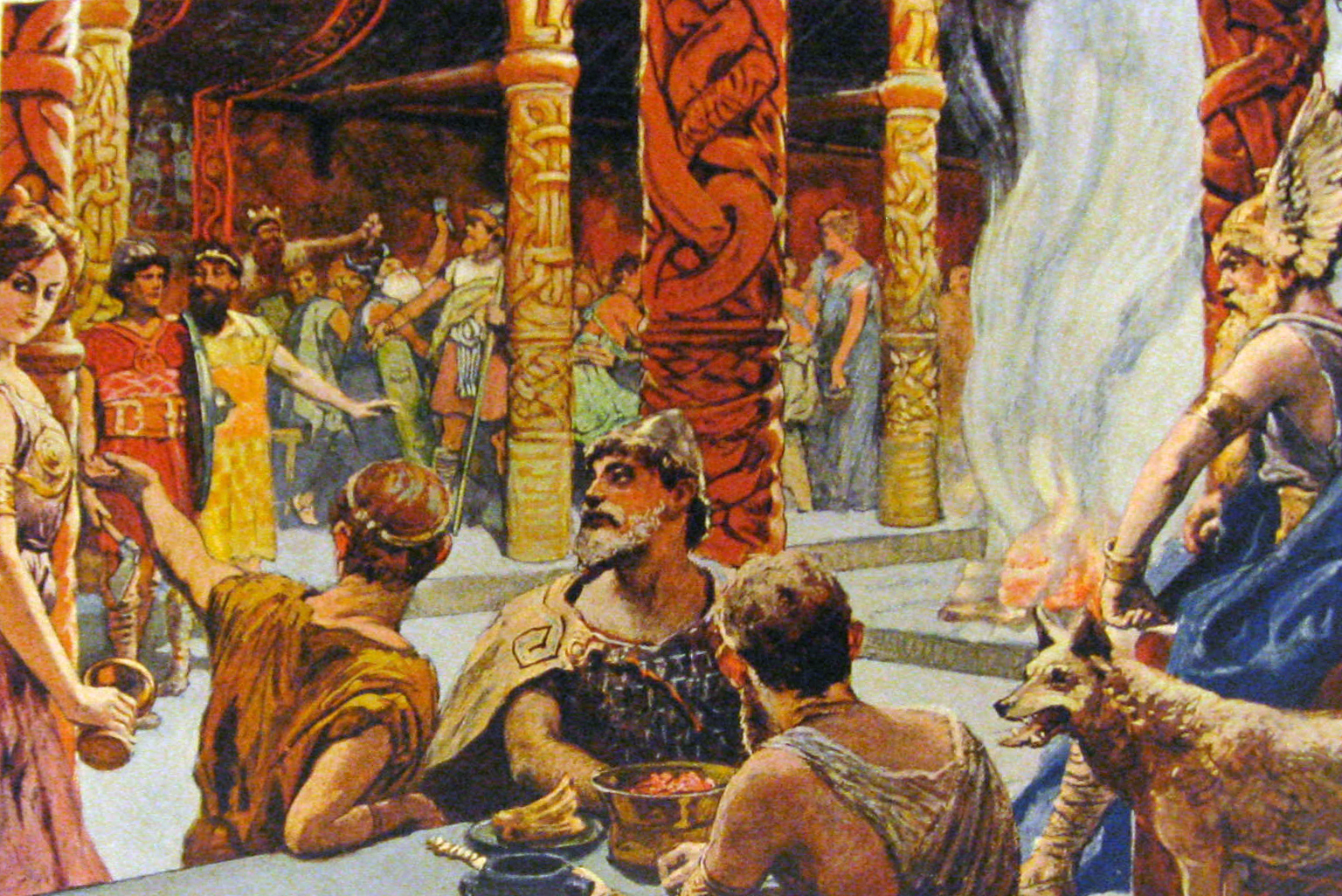
Le Walhalla (dessin d'Emil Doepler, 1905)

Dans la mythologie nordique, le Valhalla, Valhöll en vieux norrois, Walhalla en allemand, ou encore Valhalle en français, est l'endroit où les valeureux guerriers défunts sont amenés. Il se trouve au sein même du royaume des dieux, « la fortification d'Asgard » où règne Odin. C'est sur les champs de bataille que les Valkyries ou walkyries choisissent et emmènent les hommes les plus braves et les plus valeureux afin de les ramener à Asgard, où Odin les attend pour les préparer à la bataille finale, le Ragnarök.

## Étymologie
Valhalla vient du vieux norrois Valhǫll composé de valr, désignant les guerriers morts sur le champ de bataille, et hǫll, la halle. Toujours selon les notes de l'Edda de Snorri, ce mot peut également désigner « le palais » ou un grand bâtiment d'une seule pièce où se tenait la cour de Norvège (voir ainsi la Håkonshalle, « halle de Håkon », à Bergen). Valhalle en est la forme francisée.

## Description
La Valhalle est si haute qu'on peut à peine en voir le sommet. Son toit est recouvert de boucliers dorés, probablement de bouleau, si l'on en croit la description du scalde Þjóðólfr des Hvínir :
« Sous les jets de pierre,
les sagaces guerriers
sur leur dos firent scintiller
les écorces de bouleau de la halle de Sváfnir. »
La halle dispose de six cent quarante portes et l'une d'entre elles est surmontée de la tour Hliðskjálf, selon une hypothèse jugée plausible par François-Xavier Dillmann dans ses notes.
Les habitants de la Valhalle sont les Einherjar, vivant sous la protection d'Odin, qui siège également dans la halle, accompagné de ses deux loups Geri et Freki ainsi que ses corbeaux Hugin et Munin. S'il semble que la très grande multitude d'Einherjar qui vivent là soit presque innombrable, Snorri Sturluson rapporte ce qui est dit dans les Grimnismal :
« Huit [grandes] centaines d'Einherjar
sortiront en même temps par chaque porte
quand ils iront se battre avec le loup. »
Avec ses six cent quarante portes, la Valhalle contiendrait donc six cent quatorze mille quatre cents Einherjar.
Ils se nourrissent de la chair du sanglier Sæhrímnir, bouilli tous les jours par le cuisinier Andhrímnir dans le chaudron nommé Eldhrímnir. Ce sanglier revient à la vie tous les soirs et sera mangé de nouveau le jour suivant. Seul Odin ne se nourrit pas, donne sa nourriture à ses loups et boit seulement du vin en guise de repas. Les Einherjar, eux, boivent le lait de la chèvre Heidrun, qui est en fait de l'hydromel. Cette chèvre est sur la Valhalle même, et broute les feuilles de l'arbre Læradr (v. isl. Hléraðr, « celui qui procure le repos »). Un autre arbre, Glasir, se situe à l'extérieur de la Valhalle. Son feuillage est d'or et c'est pourquoi le « feuillage de Glasir » est considéré comme une métaphore (kenning) pour désigner l'or. Il y a de plus, également sur la Valhalle, un cerf du nom d'Eikthyrnir, qui broute aussi les feuilles de Læradr : de ses bois proviennent tant de gouttes qu'un ruissellement se forme jusque dans Hvergelmir. De là partent ensuite les rivières qui parcourent le domaine des Ases.
Chaque jour, tous les guerriers s'habillent, revêtent leur armure et partent combattre les uns contre les autres dans un enclos. Ils s'entretuent sans crainte, car à l'heure du premier repas de la journée (v. isl. dǫgurðarmál, repas pris vers neuf heures le matin), tous ressuscitent et reviennent du combat à cheval pour un nouveau banquet, qui durera donc la majeure partie de la journée :
« Tous les Einherjar
dans le pré d'Odin
chaque jour se pourfendent.
Ils désignent les morts,
puis, du combat, à cheval ils reviennent.
Ensemble ils siègent ensuite, réconciliés. »
Lors de ces banquets, ils sont servis par les Valkyries elles-mêmes ainsi que Skuld, la plus jeune des Nornes. 
Tous attendent le jour où sortant des six cent quarante portes de la Valhalla, ils combattront dans une dernière guerre contre Loki, le loup Fenrir, et de nombreux autres ennemis, lors du Ragnarök.

### Bande dessinée

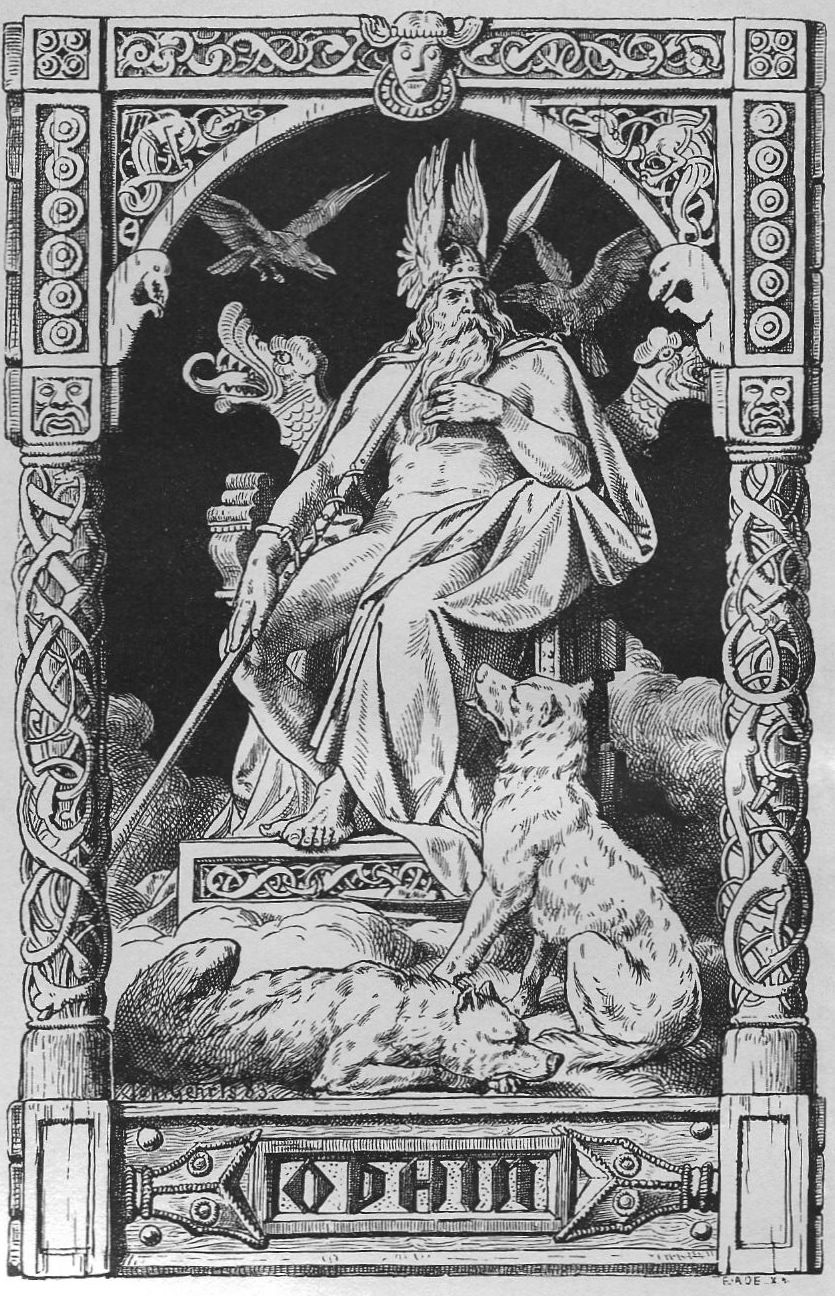
Odin accompagné de ses loups Geri et Freki et ses corbeaux Hugin et Munin par Johannes Gehrts en 1901